# Капша
Капша (рум. Capșa) — село у повіті Нямц в Румунії. Адміністративно підпорядковане місту Біказ.
Село розташоване на відстані 274 км на північ від Бухареста, 19 км на захід від П'ятра-Нямца, 115 км на захід від Ясс, 144 км на північ від Брашова.

## Населення
За даними перепису населення 2002 року у селі проживали 763 особи, усі — румуни. Усі жителі села рідною мовою назвали румунську.